# جمال خوتات
جمال خوتات من أعيان الشراكسة في الأردن، تولى منصب سفير في وزارة الخارجية الأردنية لعدة سنوات. عين عضوا في مجلس الأعيان الأردني في 23 نوفمبر 1997.